# Ятрон, Гас
Константи́н «Гас» Я́трон (англ. Constantine «Gus» Yatron; 16 октября 1927, Рединг, Пенсильвания, США — 13 марта 2003, Фэрфакс-Стейшн, Вирджиния, США) — американский политик-демократ, член Палаты представителей и Сената Пенсильвании, член Палаты представителей США (12 сроков подряд). Являлся членом Американо-греческого прогрессивного просветительского союза (AHEPA), а также Ордена святого апостола Андрея, носил оффикий (титул) архонта депутатоса Константинопольского Патриархата.

## Биография

### Ранние годы
Родился в греческой рабочей семье Йоргоса Х. и Феано Лазо Ятрон родом из города Митилини (Лесбос, Греция). Отец Гаса был плотником, а мать работала прислугой.
Окончил Редингскую среднюю общеобразовательную школу.
В 1950 году получил степень бакалавра в Кутзтаунском университете (тогда — колледж) в Пенсильвании, где также познакомился со своей будущей супругой Милдред. Будучи студентом, играл в составе университетской команды по американскому футболу, а позже вошёл в спортивный Зал Славы университета. В эти же годы занимался боксом, став в 1947 году боксёром-профессионалом, выступая в тяжёлой весовой категории.
По окончании колледжа занялся бизнесом, открыв совместно с отцом магазин мороженого «Yatron Ice Cream» в родном городе. Дело имело успех и семья со временем расширила его, открыв хозяйственный магазин.
В 1968 году продал «Yatron Ice Cream» местному конкуренту.

### Политическая карьера
Государственную службу начал в Комитете Редингской средней общеобразовательной школы (1955—1961).
В 1957—1968 годах — член Палаты представителей (1957—1959) и Сената Пенсильвании (1961—1968).
В 1968 году, во время предвыборной кампании, выступая как умеренный кандидат в поддержку фискальной ответственности и против дальнейшего участия в войне во Вьетнаме, был избран в Палату представителей США от Пенсильвании.
Первый важный законопроект Ятрона, принятый в 1971 году, предусматривал увеличение льгот для больных антракозом и распространение его действия на поражённых этим заболеванием шахтёров, их вдов и детей.
Способствовал продвижению законопроекта, подписанного в 1975 году, благодаря которому была учреждена комиссия «Paperwork Commission» по оценке объёма бумаги, растраченной без пользы органами федерального правительства США и предложены рекомендации по снижению этих расходов. После изучения данного вопроса, комиссией были разработаны рекомендации, следование которым привело к экономии денежных средств на сумму 3,5 млрд долларов.
В 1973 году выступил с речью в Европейском парламенте во Франции, призвав страны-члены НАТО к более инициативным действиям по выделению средств на оборону Европы.
Будучи греком, принял как личную неприятность турецкое вторжение на Кипр в 1974 году. Как один из нескольких американских греков в Конгрессе США, взял на себя руководство по обеспечению оказания помощи со стороны США в разрешении боевых действий, что, в конечном итоге, привело к прекращению огня на территории Кипра.
В качестве члена Комитета Палаты представителей по иностранным делам (HFAC), Ятрон стал активным защитником прав человека.
В 1979 году принял председательство в подкомитете HFAC по межамериканским делам и занялся расследованием скандального дела «Иран-контрас».
В 1983 году стал председателем подкомитета HFAC по международным организациям, правам человека и надзору.
В 1992 году, прослужив 24 года в Палате представителей США, вышел в отставку.
Умер 13 марта 2003 года.